# Das Deutsche Mädel
Das Deutsche Mädel (in tedesco: "la ragazza tedesca") era un mensile tedesco di propaganda nazista. Das Deutsche Mädel era rivolto alle ragazze e, in modo particolare, ai membri della Bund Deutscher Mädel (BDM), di cui era anche l'organo ufficiale. Das Deutsche Mädel operò fra il 1933 e il 1942.

## Caratteristiche
Das deutsche Mädel era un giornale femminile rivolto alle ragazze e, similmente a quanto faceva Der Pimpf, che era però destinato alla Gioventù hitleriana, lodava la figura della donna sportiva e tenace. Proprio per questo motivo, Das deutsche Mädel esortava le ragazze a fare escursioni, curare i feriti di guerra, lavorare duramente nelle fabbriche, offriva consigli sul tema dell'istruzione e per affrontare la maternità. Das deutsche Mädel si distingueva pertanto dall'altra importante rivista tedesca dell'epoca: NS-Frauen-Warte, che elogiava la figura della donna madre e casalinga. Nelle illustrazioni di Das deutsche Mädel comparivano mediche, poetesse, atlete e pilote famose.
In un articolo uscito su Das Deutsche Mädel, compare un discorso di Jutta Rüdiger in cui lei spiega come divenne capo della BDM; in un altro, vengono riportati i doveri che le donne devono compiere nel nome della Germania; in un altro trafiletto, viene spiegato come la BDM fosse riuscita a compiere la promessa di un padre deceduto rivolta a suo figlio.